# Helene Zingg
Helene Zingg (geb. vor 1929; gest. nach 1978) war eine Schweizer Skirennfahrerin.

## Biografie
Zingg war 1929 Gründungsmitglied des Schweizerischen Damen-Skiclubs (SDS) und zählte in den folgenden Jahren zu den stärksten Schweizer Skifahrerinnen. Bei der ersten Alpinen Skiweltmeisterschaften 1931 in Mürren wurde sie Sechste in der Abfahrt und 16. im Slalom. Im gleichen Jahr belegte sie ebenfalls in Mürren beim Arlberg-Kandahar-Rennen den zweiten Platz.
Bei den ersten SDS-Rennen in Grindelwald im Jahre 1932 wurde Zingg jeweils Zweite in Abfahrt, Slalom und Kombination. Im nächsten Jahr entschied sie den Slalom und die Kombination für sich. Ebenfalls 1933 gewann sie bei den Weltmeisterschaften in Innsbruck die Bronzemedaille im Slalom.
Von 1939 bis 1947 war Zingg Präsidentin des SDS, 1944 wurde sie Ehrenmitglied, 1979 auch des Schweizerischen Skiverbandes.